# 道の駅ならは

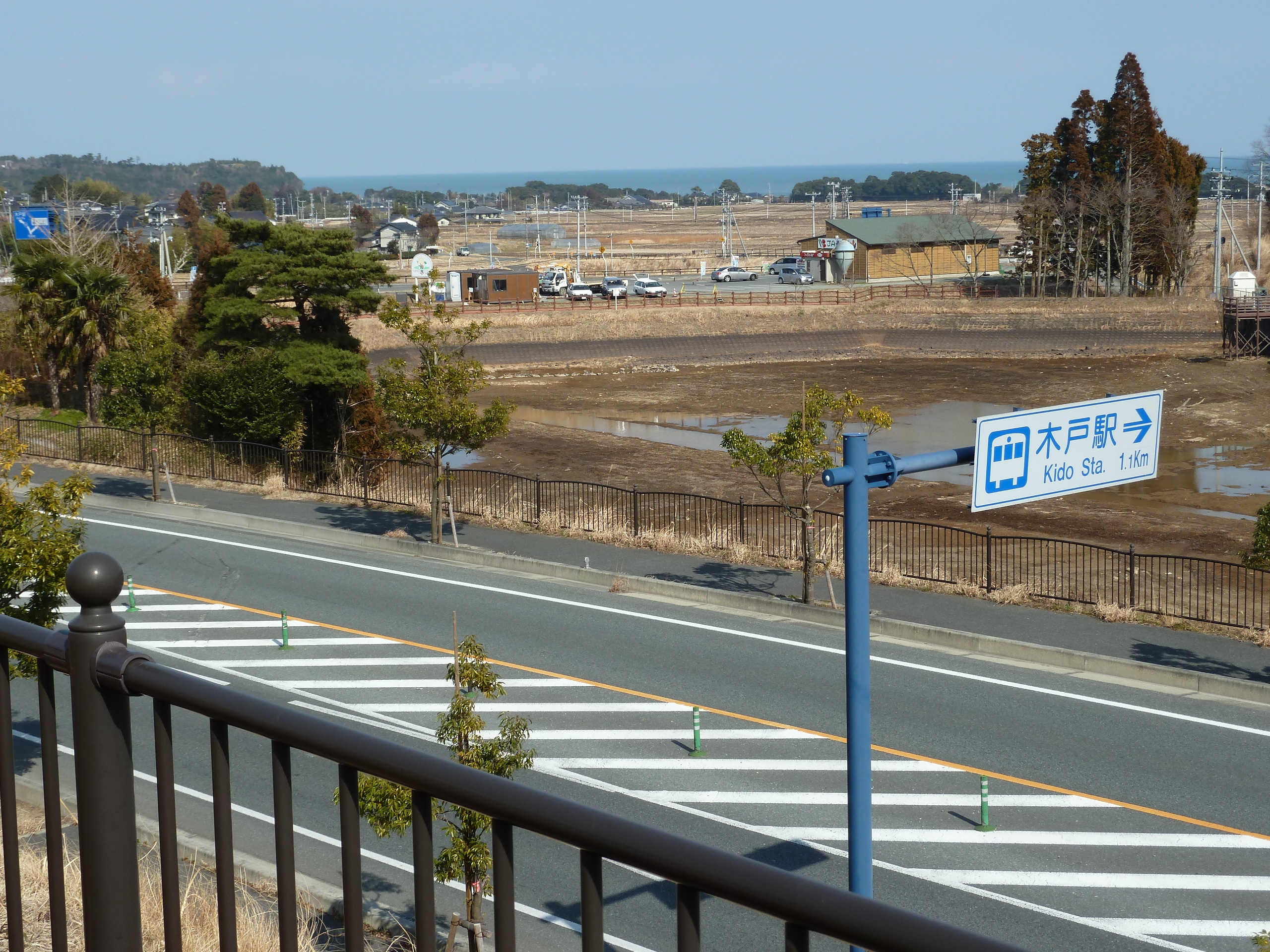
隣接する国道6号。画像奥には太平洋が望める（2011年2月撮影）

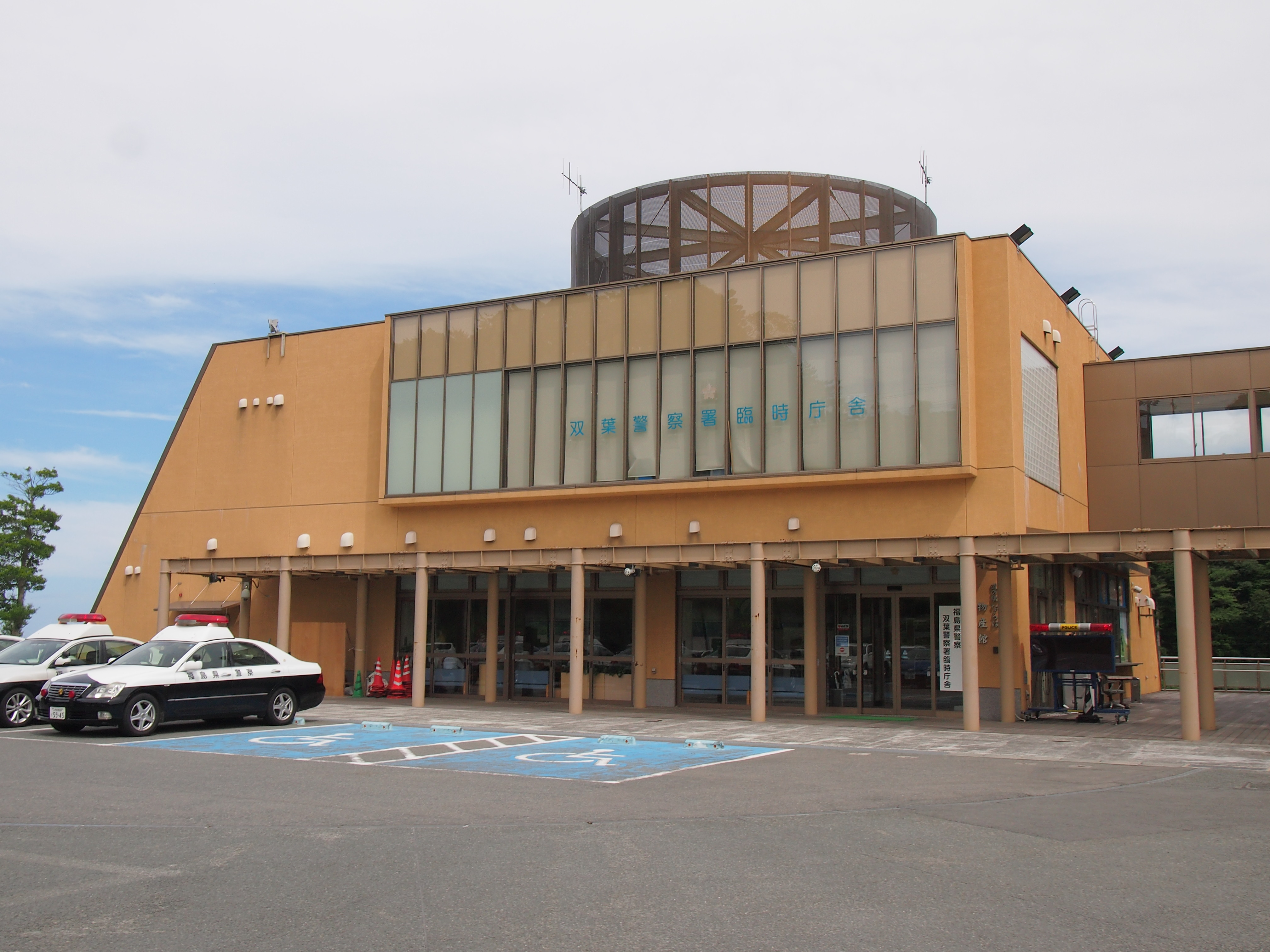
双葉警察署臨時庁舎として使用されていた建物

道の駅ならは（みちのえき ならは）は、福島県双葉郡楢葉町にある国道6号の道の駅である。愛称はJヴィレッジ湯遊ならは。

## 歴史・概要
2011年（平成23年）3月に発生した東日本大震災・福島第一原子力発電所事故に伴い、長期休館状態となっていた。警戒区域設定時には住民の一時帰宅の中継拠点としても使用していた。
2012年（平成24年）10月12日から2019年（平成31年）3月末までは、物産館として使用されていた施設を双葉警察署の臨時庁舎として使用していた。
2014年1月23日からは、トイレの使用が可能となった。
2019年4月25日、Jヴィレッジの全面再開に合わせる形で温泉保養施設の営業を再開した。

## 施設
- 駐車場
  - 普通車：143台
  - 大型車：17台（南側14台、北側3台）
  - 身障者用：5台（南側3台、物産館前2台）
- トイレ
  - 男：大 9器（4器）、小 12器（5器）
  - 女：19器（8器、ベビーシート1器、多目的2器）
  - 身障者用：3器（2器）

※（）内は、24時間利用可能
- 公衆電話：1台
- 道路休憩施設
  - 道路情報施設（8:00-20:00）
  - 休憩室
- 温泉保養施設
  - ならは羽黒山温泉（9:00 - 22:00）
  - レストラン（10:00-20:00 ラストオーダー19:30）
  - 売店（9:00-20:00。特産の柚子を使った製品等の販売、生産者直売所、アイスクリーム店）

## 休館日
- 無休

## アクセス
- 国道6号 - 登録路線
水戸市と仙台市の中間点で、両市まで123km。
  - 福島県道162号木戸停車場線
- 新常磐交通：（急行バス）いわき 〜 富岡線「道の駅ならは」バス停[3]

## 周辺
当施設と周辺は福島第一原子力発電所事故により警戒区域となり立ち入ることはできなかったが、2012年8月10日からは避難指示解除準備区域（自由に立ち入り可能、宿泊禁止）に移行し、2015年9月5日に避難指示が解除された。
- 東日本旅客鉄道（JR東日本）常磐線
  - 木戸駅
  - Jヴィレッジ駅
- Jヴィレッジ
- 天神岬スポーツ公園
- 二ツ沼総合公園

### 最寄りの観光地・娯楽施設
- Jヴィレッジ（車で2分）
- 「汽車」の碑（広野駅構内）（車で10分）
- 天神岬スポーツ公園（車で10分）
- 木戸川渓谷（車で15分）